# Giambattista Pittoni
Gianbattista Pittoni även kallad Giovanni Battista Pittoni, född 6 juni 1687 i Venedig, död 6 november 1767 i Venedig,  var en italiensk målare.